# نمک آوران
نمک آوران، روستایی در دهستان جمال‌آباد بخش لوشان شهرستان رودبار در استان گیلان ایران است. مردم این روستا به زبان ترکی سخن می‌گویند.

## جمعیت
بر پایه سرشماری عمومی نفوس و مسکن در سال ۱۳۹۵، جمعیت این روستا برابر با ۹۰ نفر (۳۱ خانوار) بوده است.